# Corrado Lorefice
Corrado Lorefice (n. Ispica, Sicilia, Italia, 12 de octubre de 1962) es un arzobispo católico y profesor italiano.
Ordenado sacerdote en 1987. Actualmente tras ser nombrado en 2015 por el papa Francisco, es el nuevo Arzobispo Metropolitano de Palermo, reemplazando al cardenal Paolo Romeo.
Y además en Sicilia, se le ha otorgado los cargos y títulos de Primado, Gran canciller de la Pontificia Facultad Teológica "San Juan Evangelista" y Gran Prior de la Orden de Caballería del Santo Sepulcro de Jerusalén.

## Biografía
Nacido en el municipio italiano de Ispica en la Provincia de Ragusa (Sicilia) el día 12 de octubre de 1962, cuya diócesis natal es la de Noto.
Tras descubrir en su juventud su vocación religiosa, decidió entrar en el seminario y tras realizar su formación eclesiástica el 26 de septiembre de 1986 fue ordenado diácono en la Catedral de San Nicolás de Noto, por el Obispo diocesano Mons. Salvatore Nicolosi. Finalmente un año más tarde, el 30 de diciembre de 1987 fue ordenado sacerdote en la Basílica de la Santísima Anunciación de Ispica, por el mismo obispo.
Tras iniciar su ministerio sacerdotal, ha estado trabajando en diferentes parroquias de la diócesis y ha ocupado algunos cargos. 
Años más tarde, en 2010 fue profesor en el Instituto de Ciencias religiosas de Siracusa, hasta 2013 que ejerció en el Colegio Teológico "St. Paul" de Catania.
Al mismo tiempo, desde 2010 fue arcipreste de la Catedral de San Pedro de Módica y vicario episcopal para la pastoral de la diócesis de Noto.
El 27 de octubre de 2015, el papa Francisco lo nombró Arzobispo metropolitano de la Arquidiócesis de Palermo, en sucesión del cardenal Paolo Romeo que renunció por motivos de edad.
Eligió como lema episcopal, la frase "Exemplum dedi vobis".
Y el día 5 de diciembre de ese mismo año, en la Catedral de Palermo tuvo lugar su consagración episcopal a manos de su predecesor Paolo Romeo y teniendo como co-consagrantes al actual Obispo de Noto, Mons. Antonio Staglianò y al actual Obispo de Mariana, Mons. Paolo De Nicolò.
Además de ser el nuevo Arzobispo Metropolitano de Palermo, también se le han otorgado los cargos y títulos de Primado de Sicilia, Gran canciller de la Pontificia Facultad Teológica "San Juan Evangelista" de Sicilia y Gran Prior de la Orden de Caballería del Santo Sepulcro de Jerusalén en Sicilia.

## Condecoraciones
| Distinción                                                                      |
| ------------------------------------------------------------------------------- |
| Gran Prior de la Orden de Caballería del Santo Sepulcro de Jerusalén en Sicilia |

## Obras
- Gettate le reti: itinerario parrocchiale di preghiera per le vocazioni, Milano, Edizioni Paoline, 2004, ISBN 88-315-2602-2.
- Dossetti e Lercaro: la Chiesa povera e dei poveri nella prospettiva del Concilio Vaticano II, Milano, Edizioni Paoline, 2011, ISBN 978-88-315-4003-2.
- La compagnia del Vangelo: discorsi e idee di don Pino Puglisi a Palermo, Reggio Emilia, San Lorenzo, 2014, ISBN 978-88-8071-228-2.